# 조선연극건설본부
조선연극건설본부(朝鮮演劇建設本部)는 태평양 전쟁 종전 직후인 1945년 8월에 미군정 지역인 서울에서 결성된 미술인 단체이다. 연건이라 약칭한다.

## 발족과 구성
1945년 8월 15일에 쇼와 천황의 항복 선언이 나온 직후 며칠 동안 한국의 예술계는 분주히 움직였다. 8월 16일에 가장 먼저 임화 중심의 조선문학건설본부가 결성되고 다른 분야의 예술인들도 속속 단체를 결성했다. 연극계에서 8월 18일 경 조직된 단체가 조선연극건설본부이다.
연건 창설을 주도한 인물은 송영, 김태진, 이서향, 함세덕, 박영호, 김승구, 나웅, 안영일 등으로, 후에 모두 조선민주주의인민공화국을 선택한 이들이었다. 그러나 일제강점기 말기의 관제 국민연극에는 우익 연극인들과 함께 참여했던 인물들이기도 하다. 이때까지는 아직 이데올로기 대립은 눈에 뜨이지 않아 연건은 후에 좌파와 우파로 분류되는 인물들을 모두 포함하는 범연극인 단체로 출범했다. 친일 단체로 꼽히는 일제 말기의 조선연극문화협회와 인적 구성 면에서는 큰 차이가 없었다.
8월 18일에는 임화가 주도하여 예술인 단체를 총괄하는 조선문화건설중앙협의회가 설립되어 연건은 조선문화건설중앙협의회 산하 단체가 되었다. 위원장은 송영, 서기장은 안영일이 맡았다.

## 활동
조선연극건설본부가 연극의 기본 방향으로 설정한 사항은 다음의 네 가지이다.
1. 일제에 의한 일체의 야만적이고 기만적인 문화정책 잔재 청소
2. 연극에 있어서의 철저한 인민적 기초를 완성하기 위하여 일체의 봉건적 요소와 잔재, 특수계급적 연극의 요소와 잔재, 반민주주의적·지방주의적 요소와 잔재 청산
3. 세계연극의 일환으로서의 민족연극의 계발과 앙양을 위하여 필요한 모든 건설사업 설계
4. 문화전선에 있어서의 인민적 협동의 완성을 기하여 강력한 문화의 통일전선 구축

이때부터 연건 산하단체로 여러 극단이 창설되었다. 인민극장, 자유극장, 청포도, 일오극장, 동지, 혁명극장, 서울예술극장, 백화, 조선예술극장 등이 1945년 9월과 10월에 등장한 극단이다. 이어서 해방극장, 민예, 전선, 재건토월회, 낭랑극회, 청춘극장 등이 잇달아 조직되었다.
연건은 연극연구소, 국립극장 연극영화학교 설립과 연극잡지 발간을 기획하고, 연합군의 서울 입성 환영을 위한 공연을 준비했으며, 전재민 의연금 모금을 위한 가두 캠페인에 나섰다. 각본심의실 설치와 연극신문 발간도 계획하는 등 활발한 활동을 벌였다.

## 해체
군정기의 시작과 함께 차츰 이념적 차이가 드러나면서 조선연극건설본부는 위기에 빠졌다. 우익 계열의 유치진, 서항석은 연건을 탈퇴했고, 좌익 계열은 강경파와 온건파로 분열되어 내분이 일어났다. 좌익 강경파는 9월 27일에 연건을 탈퇴하고 조선프롤레타리아연극동맹을 결성해 분리되었다.
결국 조선연극건설본부에 남은 연극인들은 해체를 선언한 뒤 조선프롤레타리아연극동맹에 합류하여 12월 20일에 조선연극동맹을 창립했다.

## 같이 보기
- 조선연극동맹